# Beyond the Red Mirror
Beyond the Red Mirror è il decimo album discografico in studio dei Blind Guardian pubblicato in Europa il 30 gennaio 2015, in Regno Unito il 2 febbraio e negli USA il 3 febbraio.

## Il disco
Beyond the Red Mirror si compone di 10 tracce, più due presenti solo come bonus in edizioni speciali del disco, e succede il suo predecessore At the Edge of Time dopo quattro anni e mezzo, il più grande intervallo mai intercorso tra l'uscita di due album in studio della band.
Nella registrazione dell'album la band si è avvalsa dell'ausilio di tre cori (proveniente da Praga, Budapest e Boston) e di due orchestre ognuna composta da 90 musicisti.
L'album prosegue il concept del giovane protagonista che attraversa un portale verso un altro mondo iniziato in Imaginations from the Other Side con Bright Eyes e And the Story Ends.
Dall'album è stato estratto il singolo Twilight of the Gods.
L'illustrazione è stata realizzata da Felipe Machado.

## Tracce
Tutta la musica è stata composta da André Olbrich e Hansi Kürsch, eccetto dove diversamente indicato. Tutti i testi sono stati scritti da Kürsch.
I. The Cleansing of the Promised Land
1. "The Ninth Wave" (Olbrich, Kürsch, Matthias Ulmer) - 9:28
2. "Twilight of the Gods" - 4:50

II. The Awakening
1. "Prophecies" - 5:26
2. "At the Edge of Time" - 6:54

III. Disturbance in the Here and Now
1. "Ashes of Eternity" - 5:39

IV. The Mirror Speaks
1. "Distant Memories" - 5:51 (Bonus track sulle edizioni limitate e sulle edizioni in vinile)

V. Disturbance in the Here and Now (Reprise)
1. "The Holy Grail" (Olbrich, Frederik Ehmke, Kürsch) - 5:59

VI. The Descending of the Nine
1. "The Throne" (Olbrich, Charlie Bauerfeind, Kürsch) - 7:54

VII. The Fallen and the Chosen One
1. "Sacred Mind" - 6:22
2. "Miracle Machine" (Kürsch, Michael Schüren) - 3:03

VIII. Beyond the Red Mirror
1. "Grand Parade" - 9:28

IX. Damnation
1. "Doom" (Olbrich, Kürsch, Marcus Siepen) - 5:48 (Bonus track sulle edizioni earbook)

## Formazione
- Hansi Kürsch - voce
- André Olbrich - chitarra solista, chitarra ritmica e chitarra acustica
- Marcus Siepen - chitarra ritmica e chitarra acustica
- Frederik Ehmke - batteria e percussioni